# Julius Köstlin
Julius Köstlin, född den 17 maj 1826 i Stuttgart, död den 12 maj 1902 i Halle,  var en tysk protestantisk teolog, son till Karl Heinrich Gotthilf von Köstlin, kusin till Christian Reinhold Köstlin och Karl Reinhold von Köstlin.
Köstlin blev 1855 extra ordinarie professor i Göttingen samt ordinarie professor 1860 i Breslau och 1870 i Halle. Han representerade i teologiskt hänseende en milt förmedlande ståndpunkt och vann sin största ryktbarhet som den moderna Lutherforskningens främste föregångsman. Köstlin redigerade från 1873 till sin död tidskriften "Theologische Studien und Kritiken". Hans Autobiographie kom 1891.
Bland Köstlins skrifter märks Die schottische Kirche (1852), Luthers Lehre von der Kirche (1853; 2:a upplagan 1868), Das Wesen der Kirche (1854; 2:a upplagan 1872), Der Glaube, sein Wesen, Grund und Gegenstand (1859), Der Glaube und seine Bedeutung für Erkenntniss, Leben und Kirche (1895), Luthers Theologie (2 band, 1863; 2:a upplagan 1901), Martin Luther. Sein Leben und seine Schriften (2 band, 1875; 5:e upplagan, utgiven av Kawerau, 1903), det populärt hållna arbetet Luthers Leben (1882; 9:e upplagan 1891; "Luthers lefnad", 1883-84) och Christliche Ethik (1899).